# 大议会
大议会（義大利語：Consiglio Grande e Generale）是圣马力诺的一院制国家立法机构，共有60名议员，每届任期5年。圣马力诺大议会由两名執政官主持，其主要职责有立法、选举执政官、通过财政预算等。

## 外部連結
- 大議會（页面存档备份，存于）